# 林伯可
林伯可（1902年6月6日—？），和名小田原伯可，生於日治臺灣彰化廳北斗支廳東螺西堡北斗街（今彰化縣北斗鎮），曾任臺灣總督府之高階文官，亦為皇民奉公會成員:122:58，但在戰後被中華民國政府以政治性理由負面處置，而後與妻女一同遷居日本。

## 生平略述

### 早年
林伯可出生於1902年6月6日，為家中五子。父林慶賢在臺灣清治時期考取秀才，日治時期任北斗保良局長、北斗區長等；母楊允。三兄林伯餘曾任北斗區長，四兄林柏楷是伯記自動車（汽車）商會的創立者:122。
林伯可曾就讀於北斗小學校，1921年畢業於臺北師範學校:122，後留學日本內地。1923年3月畢業於神奈川縣橫濱第一中學校（今神奈川縣立希望之丘高等學校）。1926年自福岡高等學校文科畢業，同年入讀京都帝國大學法科:122。1929年通過法學士考試。1930年入贅小田原氏家族而歸化日本內地戶籍，改名小田原伯可，同年8月16日入籍鹿兒島薩摩郡:122。

### 官僚生涯
1929年，林伯可返回臺灣，隨後於臺灣總督府官房調查課、官房審計室任職。1931年擔任總督府交通局書記、遞信部庶務課勤務:122。1942年起任臺東廳勸業課長:11，官階七等七級，是日治時期北斗學歷最高，且唯一在總督府任職高等行政官者:122。
第二次世界大戰結束後，擔任臺東廳接管委員會、臺東廳建設科長。國民政府以「當然恢復國籍」之處理，授予其中華民國國籍:122。但1946年9月17日，臺東縣縣長謝真以「歷充日政府高級官吏」、「擔任皇民奉公會實際工作」、「並無工作成績表現」、「平日言多謊謬」、「民族意識薄弱」為由，向其發出免職令，他同時被免除甲種公職候選人資格:123。同月又被拘留:122-123，隔年1月28日才在臺灣省議員鄭品聰協助下被保釋。
二二八事件爆發時，1947年3月5日臺東縣政府來電，要求他接替謝真擔任臺東縣縣長，但沒有結果；後在家族人士保護下方得脫身:123:59。擔任臺灣工礦公司紡織分公司臺北廠副廠長，1950年調任為紡織分公司工程師。而後又歸化日本國籍。:123

### 遷居日本
1962年，與妻子林輝（小田原輝子）、二女林和珠、三女林理珠被剝奪中華民國國籍。同年5月遷居日本:123。
遷居日本後，臺灣警備總司令部追蹤並發現他時常與異議人士接觸，認定他積極從事臺灣獨立運動:123。他的妻子有位親戚在蔣中正留學日本時曾與其認識，該親戚受蔣氏邀請赴臺灣參訪，林伯可即被包含在該親戚預定的4名隨行人員名單中。中華民國國家安全局認為林伯可可能在此次訪問內探查臺灣內部情報，他也因與從事臺灣獨立運動之人士往來，擔心自身安全，考慮由女兒頂替，但又想到自己具日本國籍，返回臺灣應不致發生麻煩:123:59。